# Synagoge (Odratzheim)

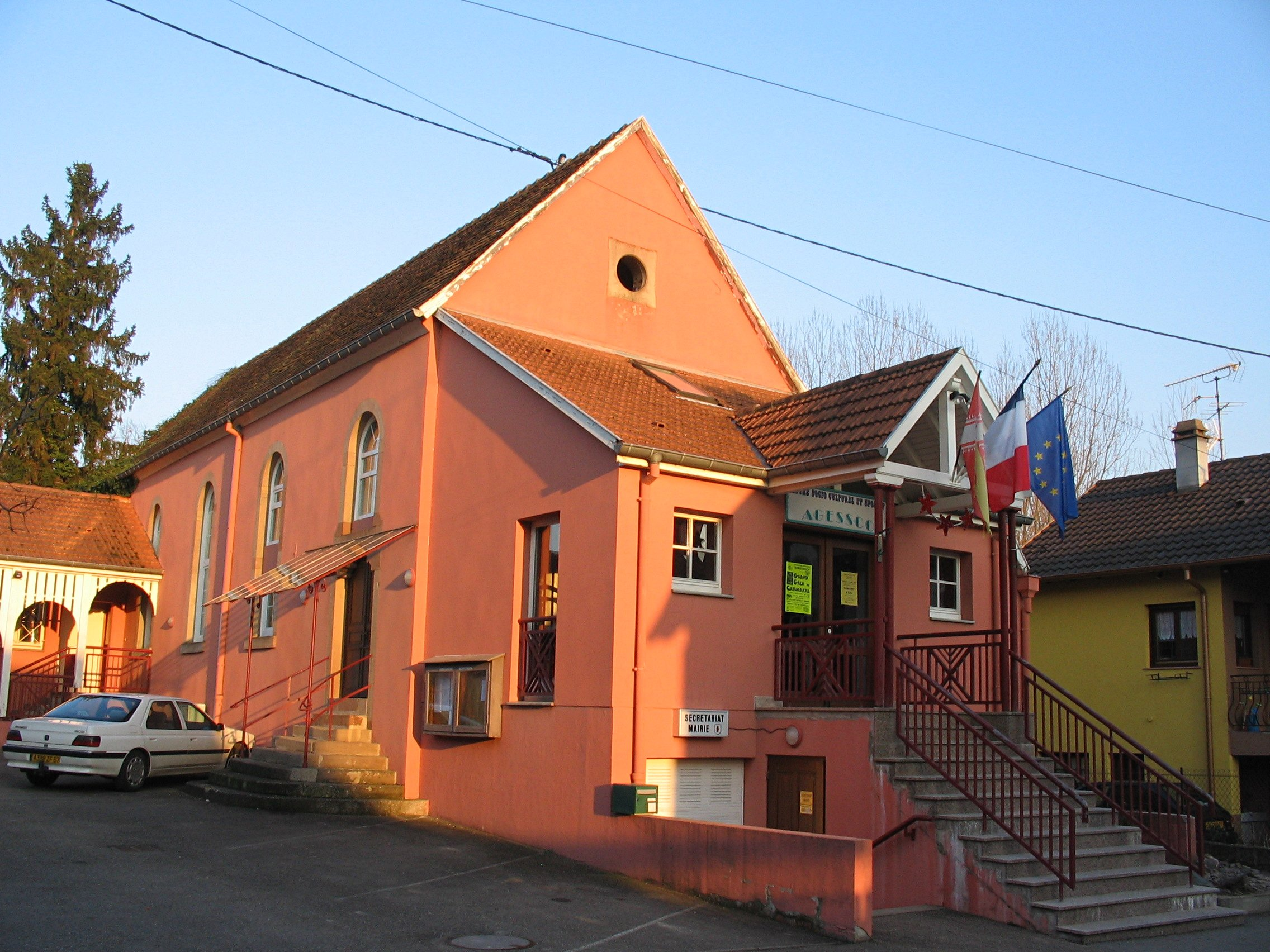
Ehemalige Synagoge in Odratzheim

Die Synagoge von Odratzheim, einer französischen Gemeinde im Département Bas-Rhin in der historischen Region Elsass, ist eine profanierte Synagoge, die heute für kulturelle Zwecke genutzt wird. Sie befindet sich in der Rue de l’Église.

## Geschichte
Die jüdische Gemeinde Odratzheim errichtete bereits um 1730 eine Synagoge. Da sie für die größer werdende Gemeinde zu klein geworden war, wurde sie 1819 erweitert. Während der deutschen Besetzung im Zweiten Weltkrieg wurde die Synagoge in Brand gesetzt und 1941 der politischen Gemeinde übereignet. Diese verkaufte sie 1968 an einen Privatmann, der sie als Scheune nutzte.
Heute ist das ehemalige Synagogengebäude renoviert und dient kulturellen Zwecken. Die Rundbogenfenster an den Traufseiten und der Okulus an der Giebelseite erinnern noch an die Vergangenheit des Gebäudes als Synagogenbau.